# Compra de Alaska

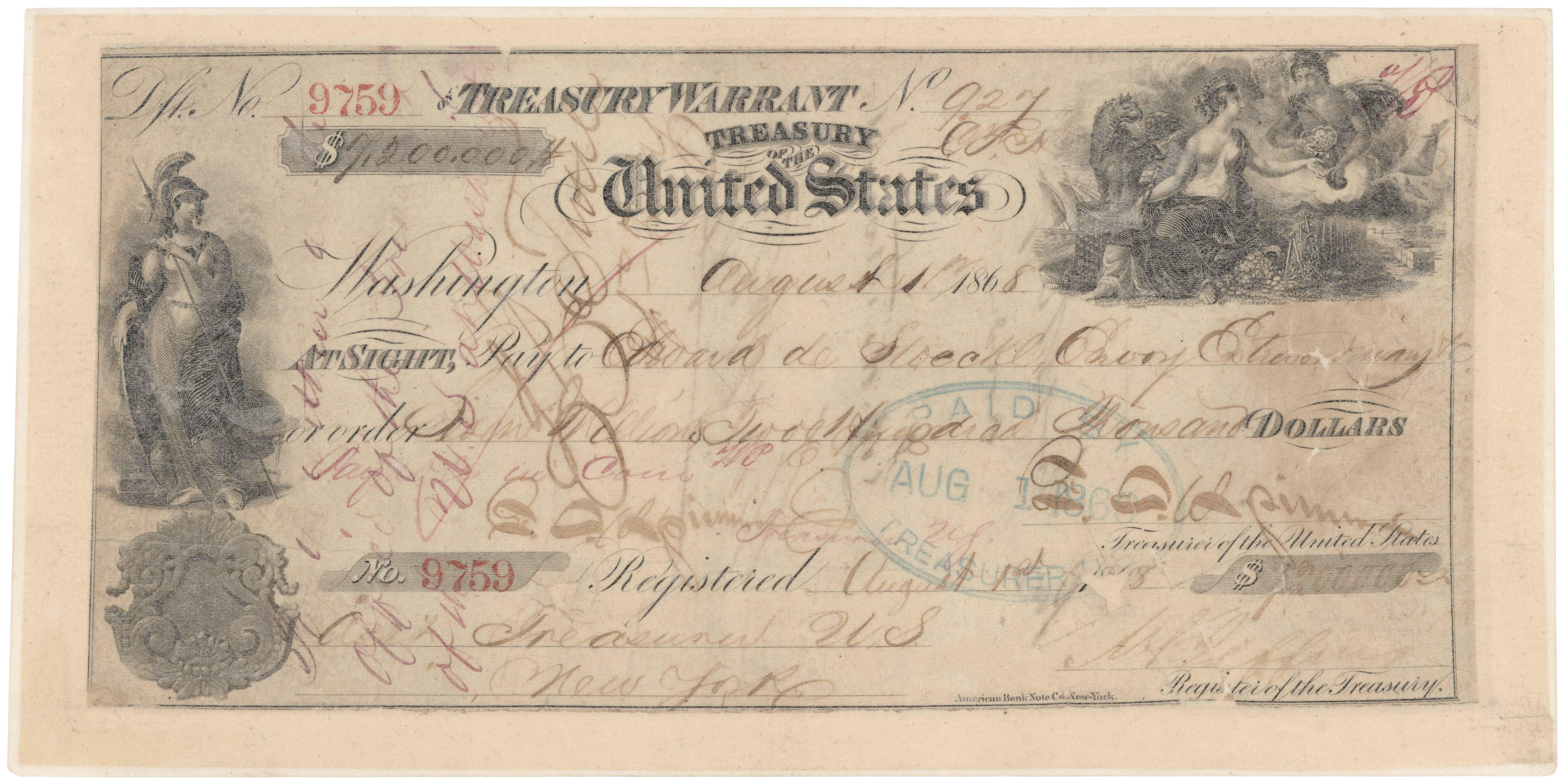
Cheque usado para el pago por Alaska, por un valor de 7 200 000 de dólares.

La compra de Alaska (en inglés: Alaska Purchase) (en ruso: Продажа Аляски; Prodazha Alyaski) fue una adquisición de 1 518 800 kilómetros cuadrados del actual estado de Alaska por parte de los Estados Unidos al Imperio ruso llevada a cabo en 1867, a instancia del secretario de Estado estadounidense William H. Seward.

## Antecedentes
Rusia se encontraba en una complicada situación financiera, y temía la pérdida de los territorios de Alaska sin ninguna compensación en algún conflicto futuro, probablemente con sus rivales los británicos, que podrían haber capturado con facilidad una región tan difícil de defender. Por lo tanto, el emperador Alejandro II decidió vender el territorio a los Estados Unidos, mandando a su ministro Eduard de Stoeckl comenzaron las negociaciones con Seward a comienzos de marzo de 1867. Las negociaciones concluyeron a las cuatro de la madrugada del 30 de marzo, con un precio final de 7,200,000 dólares. La opinión pública estadounidense fue positiva a la compra en general, aunque algunos columnistas y editores se mostraron contrarios a la compra de tierras.

## La visión del gobierno estadounidense
En  el momento de la compra, esta fue llamada despectivamente la locura de Seward, la nevera de Seward o el parque de osos polares de Andrew Johnson, ya que daba la impresión de que era imprudente gastar tanto dinero en una región tan remota.
El tratado fue impulsado por el Secretario de Estado William H. Seward, el cual ya había estado a favor de la expansión, y por el presidente del Comité para Relaciones Exteriores del Senado, Charles Sumner. Argumentaban a favor del tratado los posibles intereses estratégicos de los Estados Unidos. Rusia había sido un importante aliado de la Unión durante la guerra civil estadounidense, mientras que el Reino Unido había sido un abierto enemigo. Parecía, pues, inteligente ayudar a los rusos a la vez que se incomodaba a los británicos. Además, estaba el asunto del territorio adyacente perteneciente al Reino Unido (actualmente Canadá). Prácticamente rodeado por los Estados Unidos, un territorio de tan escaso valor estratégico para los ingleses podría ser una compra potencial en el futuro. La compra, según el editorial del New York Herald, era una indirecta del zar a Inglaterra y Francia de que estos "no tenían nada que ver en este continente". "En definitiva, se trataba de un movimiento de flanqueo" sobre Canadá según el influyente New York Tribune. Pronto se vería en el noroeste a un "cockney hostil con un yanqui vigilante a cada lado", haciendo que John Bull entendiese que la única salida era una venta de sus intereses a Brother Jonathan.

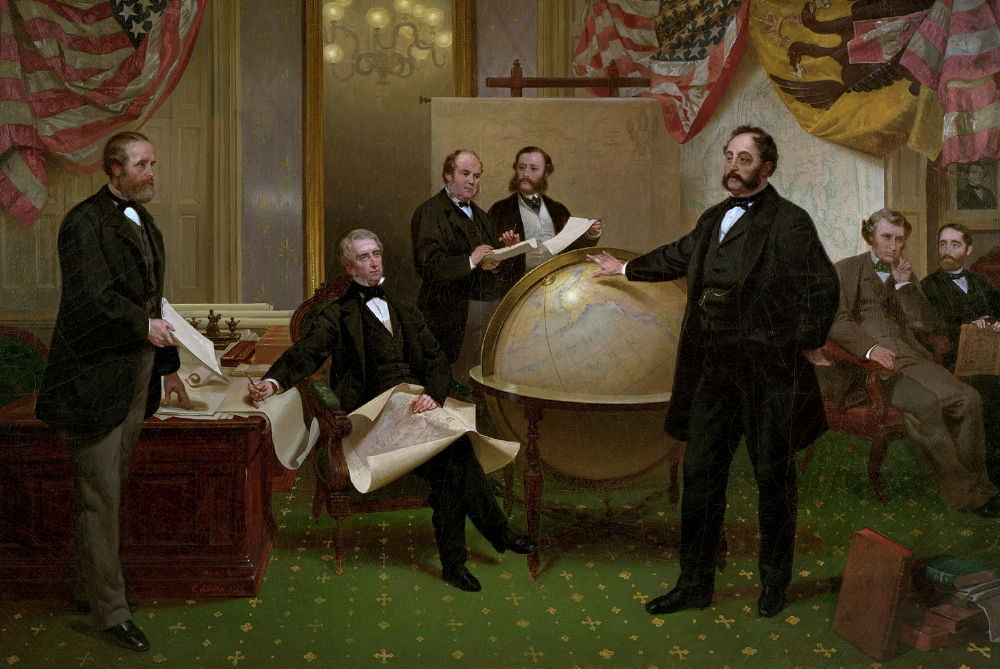
La firma del tratado de cesión de Alaska el 30 de marzo de 1867. De izquierda a derecha: Robert S. Chew, William H. Seward, William Hunter, Vladímir Bodisco, Eduard de Stoeckl, Charles Sumner y Frederick W. Seward.

El 3 de marzo, Sumner pronunció un gran discurso en defensa del tratado, cubriendo con profundidad la historia, el clima, la configuración natural, la población, los recursos —bosques, minas, pieles, pesca— de Alaska. Como buen erudito, citó el testimonio de geógrafos y navegantes: Alexander von Humboldt, Joseph Billings, Yuri Lisiansky, Fyodor Petrovich Litke, Otto von Kotzebue, Nathaniel Portlock, James Cook, John Meares, Ferdinand von Wrangel. Cuando finalizó, observó que había "hecho poco más que mantener el equilibrio de la balanza". Continuó diciendo que si esta se había inclinado de algún lado era "porque la razón o el testimonio de ese lado era más fuerte". Pronto, dijo Sumner, "una pragmática raza de intrépidos navegantes tomarán la costa dispuestos a cualquier empresa de negocios o patriotismo. El comercio encontrará nuevos brazos, el país nuevos defensores, la bandera nacional nuevas manos que la sostengan en el aire". Concede al territorio el republicanismo estadounidense "y él te concederá lo mejor que puedas recibir, ya sea quintales de pescado, arenas de oro, las más preciosas pieles o el marfil más refinado". "Nuestra ciudad", exclamó Sumner, "puede ser nada menos que el continente de América del Norte con las puertas hacia todos los mares de alrededor". Argumentó que el tratado era "un paso visible" en esta dirección. Por sus términos debíamos "despedir a otro monarca de este continente". Uno a uno se han retirado, "primero Francia, luego España, luego otra vez Francia, y ahora Rusia, todos dejando espacio para esta absorbente unidad que proclama nuestro lema nacional: E pluribus unum."
El día de Seward, en honor de William Henry Seward, es fiesta en Alaska, donde se celebra la compra de Alaska por parte de Estados Unidos cada último lunes de marzo. Este día es también un día libre de alcohol en muchas ciudades, como por ejemplo Ketchikan, uno de los mayores puestos de Alaska, aunque esta costumbre no se sigue en todo el estado.

## Ratificación y promulgación

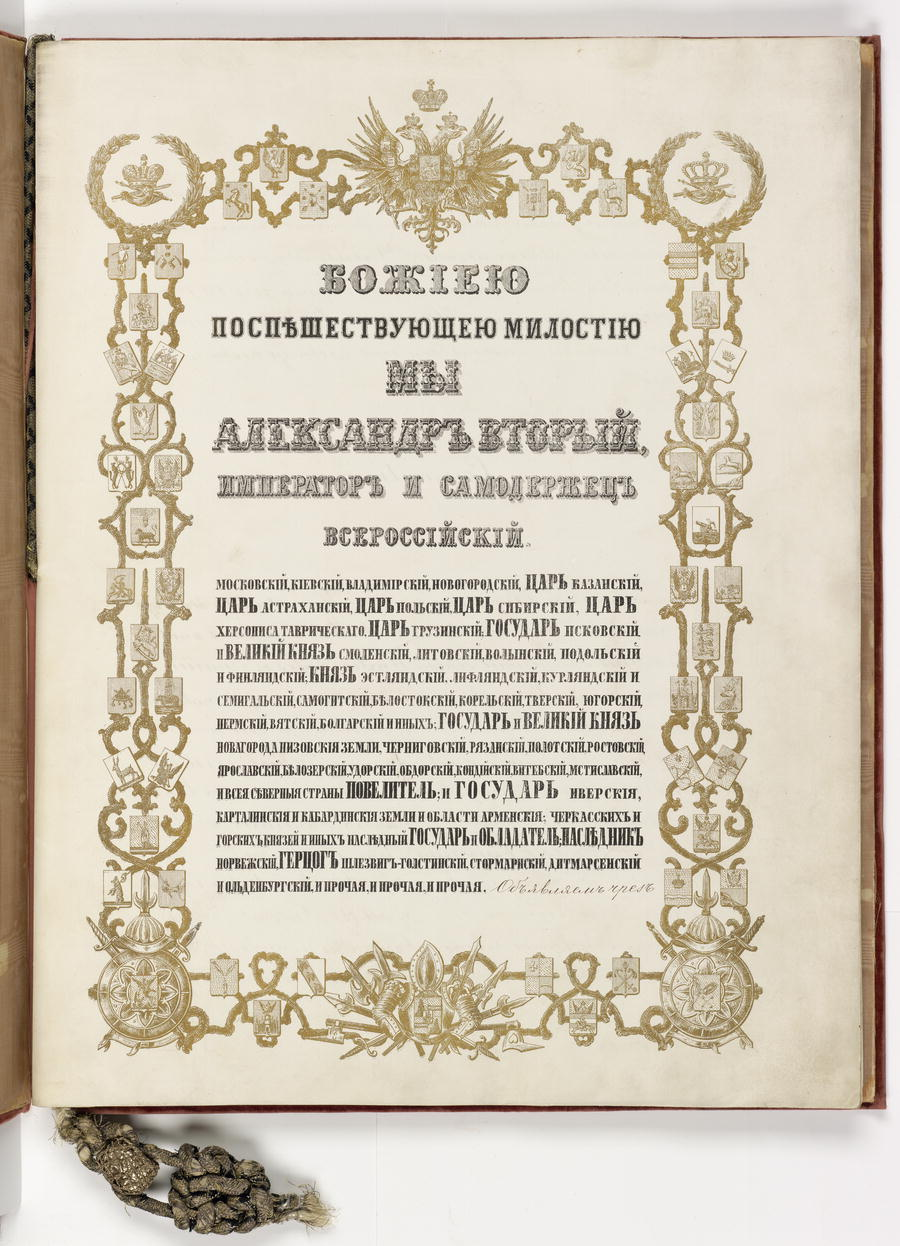
Ratificación rusa de la compra de Alaska. 20 de junio de 1867.

El Senado de los Estados Unidos ratificó el tratado el 9 de abril de 1867, con un total de 37 votos a favor y dos en contra. Sin embargo, la asignación del dinero necesario para la compra se demoró más de un año debido a la oposición de la Cámara de Representantes. Esta aprobó finalmente la asignación en julio de 1868, con una votación de 113 votos a favor y 48 en contra.
Sumner informó de las estimaciones de población rusas, que estimaban que Alaska estaba habitada por unos 2.500 rusos y 8.000 aborígenes. En total, unas 10 000 personas bajo el gobierno de la compañía de pieles rusa, y posiblemente 50.000 esquimales y americanos nativos fuera de su jurisdicción. Los rusos estaban asentados en 23 puestos de comercio, colocados convenientemente en islas y costas. En los puestos más pequeños, cuatro o cinco rusos bastaban para recaudar las pieles de los indios, y almacenarlas hasta que los barcos de la compañía se las llevasen. Había dos ciudades más pobladas: Nueva Arcángel, actualmente Sitka, fundada en 1804 para controlar el valioso comercio de la nutria. Estaba formada por 116 pequeñas cabañas con una población de 968 personas. La otra ciudad principal era Saint Paul, situada en la isla Kodiak, con 100 cabañas y 283 habitantes, era el centro de la industria de la piel de foca.
Un nombre aleuta, "Alaska" fue el escogido por los estadounidenses. La ceremonia de entrega se llevó a cabo en Sitka, el 18 de octubre de 1867. Soldados estadounidenses y rusos desfilaron ante la casa del gobernador. La bandera rusa fue arriada y la estadounidense izada entre salvas de artillería. El capitán Alekséi Peschúrov dijo: «General Rousseaus, por la autoridad de Su Majestad, el Emperador de Rusia, transfiero a los Estados Unidos el territorio de Alaska». El general Lovell Rousseau aceptó el territorio. Las tropas ocuparon los edificios y puestos militares. El general Jefferson C. Davis se estableció en la casa del gobernador. La mayoría de los rusos volvieron a su país, quedándose sólo algunos comerciantes y sacerdotes.
El día de Alaska conmemora la transferencia formal de Alaska, del Imperio Ruso a los Estados Unidos, celebrándose el 18 de octubre de cada año.